# Wujiang, Gansu
Wujiang (kinesiska: 乌江) är en köping i nordvästra Kina. Den ligger i stadsdistriktet Ganzhou i staden Zhangye i provinsen Gansu, omkring 440 kilometer nordväst om provinshuvudstaden Lanzhou. Antalet invånare är 24 279. Befolkningen består av 11 670 kvinnor och 12 609 män. Barn under 15 år utgör 17,0 %, vuxna 15-64 år 75 %, och äldre över 65 år 7,0 %.